# Cambios de imagen
Cambios en la imagen es el segundo y último trabajo del grupo de new wave argentino Cosméticos. Fue grabado y lanzado en el año 1986.

## Historia
Con el disco Cambios en la imagen, la banda tuvo gran éxito con las canciones Enamorándote otra vez y Sentidos perdidos. En el disco se percibe fácilmente el logro de una madurez sonora y buenos arreglos, por lo que el material supera al del primer disco en cuanto a calidad y limpieza. El fuerte ritmo bailable de Latidos de placer y la balada pop Estás despierta son un ejemplo de ello. Este fue segundo material de Cosméticos, ya que se separaron a principios del año 1987 antes de poder registrar un tercer trabajo discográfico.

## Lista de canciones
1. Latidos de placer
2. Necesito tomar aire
3. Enamorándote otra vez
4. Beso francés
5. Violando las reglas del amor
6. Sentidos perdidos
7. De ésta manera
8. Estás despierta
9. Sueño tenerte junto a mi
10. Violando las reglas